# Cyanotypie

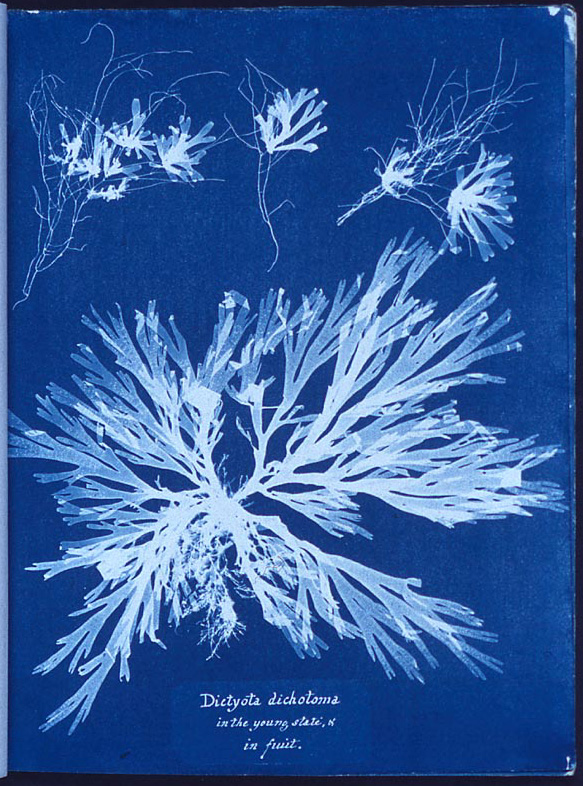
Anna Atkins: algae

Cyanotypie is een fotografisch proces waarbij na ontwikkeling een cyaan-blauwe afdruk ontstaat. Met de chemische verbinding waterstofcyanide heeft het behalve de kleur niets te maken.
De Engelse wetenschapper, fotograaf en astronoom John Herschel ontdekte dit proces in 1842, maar de plantkundige Anna Atkins werd bekend doordat zij het toepaste in de fotografie; zij wordt wel gezien als de eerste vrouwelijke fotograaf. In 1843 bracht zij een gelimiteerde serie boeken met cyanotypische afbeeldingen uit die varens en andere planten beschreven.

## Werkwijze

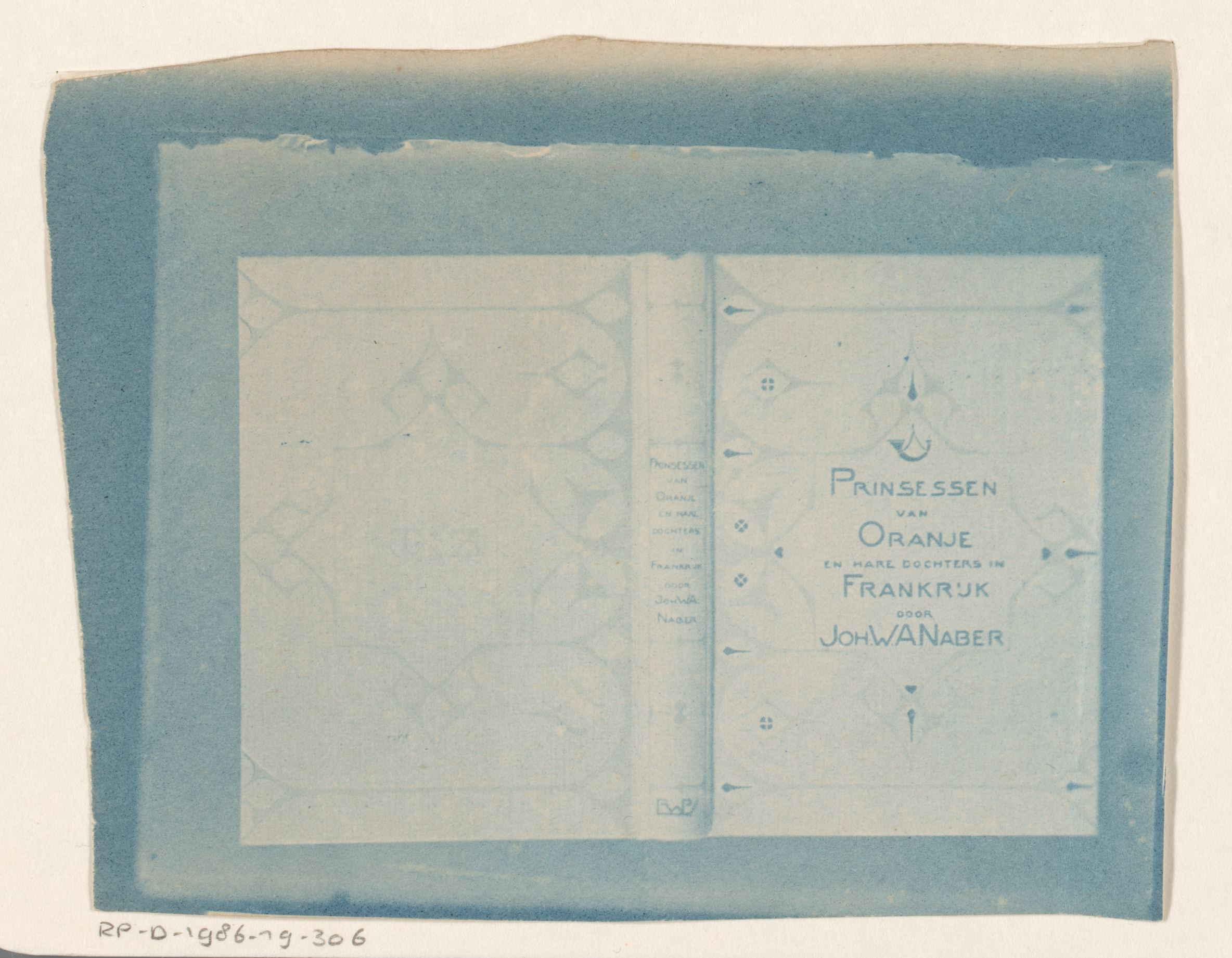
Cyanotypie van de band van het boek Prinsessen van Oranje en hare dochters in Frankrijk (1901) van Johanna W.A. Naber,

Voor de vorming van het beeld worden twee chemicaliën gemengd:
- Ammoniumijzercitraat
- Kaliumhexacyanoferraat(III).

Als dit mengsel wordt sterk belicht wordt, ontstaat de verbinding Pruisisch blauw. Wanneer de chemische middelen zijn weggespoeld met water, houdt het belichte deel een vrij stabiele en kenmerkende blauwe kleur, met de afbeelding in witte lijnen.

## Blauwdruk
Gedurende bijna een eeuw was cyanotypie de enige simpele en goedkope manier om tekeningen te vermenigvuldigen. De techniek werd dan ook meteen gebruikt in de industrie, speciaal voor grote technische tekeningen, bijvoorbeeld voor locomotieven en bouwwerken. Dit gebruik van cyanotypie staat bekend als blauwdruk.

## Cyanotypieën in openbare collecties (selectie)
- Rijksmuseum Amsterdam[1]